# Poliçan (kommunhuvudort i Albanien)
Poliçan är en kommunhuvudort i Albanien.   Den ligger i distriktet Rrethi i Beratit och prefekturen Qarku i Beratit, i den centrala delen av landet, 80 km söder om huvudstaden Tirana. Poliçan ligger 328 meter över havet och antalet invånare är 10 663.
Terrängen runt Poliçan är kuperad åt sydväst, men åt nordost är den bergig.  
I omgivningarna runt Poliçan växer i huvudsak blandskog. Runt Poliçan är det ganska glesbefolkat, med 27 invånare per kvadratkilometer.